# MunicipalTV
MunicipalTV es una red de contenidos para televisiones locales y autonómicas de España. Su dueño y creador es José María Besteiro, que también distribuye contendidos a través de Distrivisión, LocalVisión y Canal Finde.
MunicipalTV nació para dar contenidos a la gran cantidad de televisiones locales que están naciendo con las concesiones de TDT.